# 清水正徳 (哲学者)
清水 正徳（しみず まさのり、1921年2月17日 - 2004年3月7日）は、日本の哲学研究者。神戸大学名誉教授。

## 略歴
京都府京都市生まれ。東北帝国大学哲学科卒業。神戸大学助教授、教授、1984年定年退官、名誉教授、大阪学院大学教養部教授。マルクスの疎外論を研究。
1996年、勲三等旭日中綬章を受章。
2004年3月7日、病気のため京都市東山区の病院で死去。83歳没。

## 著書
- 『自己疎外論から「資本論」へ 「労働の疎外」と「労働力の商品化」』（戦後思想叢書編集委員会） 1966
- 『人間疎外論』（紀伊国屋新書） 1971
- 『働くことの意味』（岩波新書） 1982.4

### 共編著
- 『女子学生への手紙』（小島輝正, 田口寛治共著、青春出版社、青春新書） 1959
- 『論理学概論 形式論理学・記号論理学・弁証法』（武市健人, 田口寛治共著、青春出版社） 1959
- 『現代の哲学者』（井上庄七共編、福村出版） 1974
- 『宇野弘蔵の世界 マルクス理論の現代的再生』（降旗節雄共編、有斐閣） 1983.8

## 翻訳
- 『疎外と国家 ルソー・ヘーゲル・マルクス』（フリードリッヒ・ミュラー、山本道雄共訳、福村出版） 1974
- 『ヘーゲル法哲学 その成立と構造』（マンフレッド・リーデル、山本道雄共訳、福村出版） 1976